# Alfonso Santisteban
Alfonso Carlos Santisteban Gimeno (Madrid, 28 de junio de 1943 - Málaga, 24 de mayo de 2013) fue un compositor, arreglista, productor y director de orquesta español.
Ingresó en la SGAE en junio de 1961.
Dedicó la mayor parte de su obra al cine. Ha puesto la banda sonora a más de cincuenta películas, además de a series de televisión (entre ellas La barraca, Cañas y barro...) y sintonías para programas de TVE (Aplauso, Bla, bla, bla, Sobremesa, Blanco y Negro...). En los '90 la compañía Subterfuge reeditó parte de su discografía.
Estuvo casado con la desaparecida presentadora de televisión Marisa Medina, con quien tuvo tres hijas.
En 1995 publicó el libro El mundo del espectáculo y la madre que lo parió que fue reeditado y actualizado en 2004.
Falleció el 24 de mayo de 2013 en el hospital Parque de San Antonio de Málaga tras una larga lucha contra el cáncer.

## Filmografía
- Sonata de estío (1982) (TV)
- Sonata de primavera (1982) (TV)
- La mujer del ministro (1981)
- Casta e pura, de Salvatore Samperi (1981)
- Él y él (1980)
- El consenso (1980)
- Pasión prohibida (1980)
- La patria del rata, de Francisco Lara Polop (1980)
- Savana violenza carnale (1979)
- La barraca (1979) (TV)
- Las siete magníficas y audaces mujeres (1979)
- Ésta que lo es... (1977)
- Nosotros que fuimos tan felices (1976)
- Música y estrellas (1976) (TV)
- Palmarés (1976) (TV)
- Esclava te doy (1976)
- Las desarraigadas (1976)
- Taxi love, servizio per signora (1976)
- El Comisario G. en el caso del cabaret (1975)
- De profesión: polígamo (1975)
- El asesino de muñecas (1975)
- Como matar a papá... sin hacerle daño (1975)
- Las alegres vampiras de Vögel (1975)
- El vicio y la virtud (1975)
- Yo fui el rey (1975)
- No quiero perder la honra (1975)
- Juego de amor prohibido (1975)
- Las protegidas (1975)
- Vida íntima de un seductor cínico (1975)
- Obsesión (1975)
- Dick Turpin (1974)
- Doctor, me gustan las mujeres, ¿es grave? (1974)
- Los caballeros del botón de ancla (1974)
- El Padrino y sus ahijadas (1974)
- Cebo para una adolescente (1974)
- Odio mi cuerpo (1974)
- Onofre (1974)
- El asesino está entre los trece (1973)
- No es bueno que el hombre esté solo (1973)
- La venganza de la momia (1973)
- Señora doctor (1973)
- La red de mi canción (1971)
- Necrophagus (1971)
- La casa de los Martínez (1971)
- La orilla (1971)
- Y mañana... un día cualquiera (1971)
- La conquista de una vega (1971)
- Arte e historia en Lérida (1971)
- La montaña rebelde (1971)
- Los hombres las prefieren viudas (1970)
- Enseñar a un sinvergüenza (1970)
- ¿Por qué te engaña tu marido? (1969)
- Las panteras se comen a los ricos (1969)
- Diógenes (1966)

## Premios
Medallas del Círculo de Escritores Cinematográficos
| Año  | Categoría    | Película  | Resultado |
| ---- | ------------ | --------- | --------- |
| 1970 | Mejor música | La orilla | Ganador   |